# Бэсси, Чарльз
Чарльз Бэсси (англ. Charles Bassey; род. 20 октября 2000, Лагос, Лагос) — нигерийский профессиональный баскетболист клуба НБА «Сан-Антонио Спёрс».

## Профессиональная карьера

### Филадельфия Севенти Сиксерс (2021–2022)
Бэсси был выбран во втором раунде драфта НБА 2021 года под 53-м номером командой «Филадельфия Севенти Сиксерс», впоследствии присоединившись к ним для участия в Летней лиге НБА 2021 года. 24 сентября 2021 года он подписал контракт с «Севенти Сиксерс».
13 октября 2022 года «» отказалась от Бэсси.

### Сан-Антонио Спёрс (2022–настоящее время)
24 октября 2022 года «Сан-Антонио Спёрс» объявила, что подписала с Бэсси двусторонний контракт. 14 февраля 2023 года «Спёрс» конвертировали сделку с  Бэсси в четырехлетний стандартный контракт на 10,2 миллиона долларов. 14 марта 2023 года во время победы со счетом 132–114 над «Орландо Мэджик» он получил травму левого колена. На следующий день «Спёрс» объявили, что у Бэсси диагностирован перелом левого надколенника, тем самым сезон для Бэсси завершился заранее. В декабре 2023 года Бэсси порвал левую переднюю крестообразную связку, преждевременно завершив еще один сезон. 8 июля 2024 года «Спёрс» отчислили Бэсси, но через девять дней снова подписали с ним контракт.

## Статистика

### Статистика в НБА
| Сезон                                                                                    | Команда     | Регулярный сезон | Регулярный сезон | Регулярный сезон | Регулярный сезон | Регулярный сезон | Регулярный сезон | Регулярный сезон | Регулярный сезон | Регулярный сезон | Регулярный сезон | Регулярный сезон | Серия плей-офф | Серия плей-офф | Серия плей-офф | Серия плей-офф | Серия плей-офф | Серия плей-офф | Серия плей-офф | Серия плей-офф | Серия плей-офф | Серия плей-офф | Серия плей-офф |
| Сезон                                                                                    | Команда     | GP               | GS               | MPG              | FG%              | 3P%              | FT%              | RPG              | APG              | SPG              | BPG              | PPG              | GP             | GS             | MPG            | FG%            | 3P%            | FT%            | RPG            | APG            | SPG            | BPG            | PPG            |
| ---------------------------------------------------------------------------------------- | ----------- | ---------------- | ---------------- | ---------------- | ---------------- | ---------------- | ---------------- | ---------------- | ---------------- | ---------------- | ---------------- | ---------------- | -------------- | -------------- | -------------- | -------------- | -------------- | -------------- | -------------- | -------------- | -------------- | -------------- | -------------- |
| 2021/22                                                                                  | Филадельфия | 23               | 0                | 7,3              | 63,8             | 0,0              | 75,0             | 2,7              | 0,3              | 0,2              | 0,7              | 3,0              | 3              | 0              | 4,0            | 50,0           | -              | 0,0            | 1,7            | 0,3            | 0,0            | 0,3            | 0,7            |
| 2022/23                                                                                  | Сан-Антонио | 35               | 2                | 14,5             | 64,4             | 37,5             | 59,5             | 5,5              | 1,4              | 0,5              | 0,9              | 5,7              | Не участвовал  | Не участвовал  | Не участвовал  | Не участвовал  | Не участвовал  | Не участвовал  | Не участвовал  | Не участвовал  | Не участвовал  | Не участвовал  | Не участвовал  |
| 2023/24                                                                                  | Сан-Антонио | 19               | 0                | 10,8             | 72,5             | 0,0              | 83,3             | 4,0              | 1,1              | 0,4              | 0,9              | 3,3              | Не участвовал  | Не участвовал  | Не участвовал  | Не участвовал  | Не участвовал  | Не участвовал  | Не участвовал  | Не участвовал  | Не участвовал  | Не участвовал  | Не участвовал  |
| 2024/25                                                                                  | Сан-Антонио | 36               | 1                | 10,4             | 58,1             | -                | 63,6             | 4,2              | 0,5              | 0,4              | 0,8              | 4,4              | Не участвовал  | Не участвовал  | Не участвовал  | Не участвовал  | Не участвовал  | Не участвовал  | Не участвовал  | Не участвовал  | Не участвовал  | Не участвовал  | Не участвовал  |
|                                                                                          | Всего       | 113              | 3                | 11,1             | 63,1             | 23,1             | 64,8             | 4,3              | 0,8              | 0,4              | 0,9              | 4,3              | 3              | 0              | 4,0            | 50,0           | -              | 0,0            | 1,7            | 0,3            | 0,0            | 0,3            | 0,7            |
| Наведите курсор мыши на аббревиатуры в заголовке таблицы, чтобы прочесть их расшифровку. |             |                  |                  |                  |                  |                  |                  |                  |                  |                  |                  |                  |                |                |                |                |                |                |                |                |                |                |                |

### Статистика в Джи-Лиге
| Сезон                                                                                    | Команда           | Регулярный сезон | Регулярный сезон | Регулярный сезон | Регулярный сезон | Регулярный сезон | Регулярный сезон | Регулярный сезон | Регулярный сезон | Регулярный сезон | Регулярный сезон | Регулярный сезон | Серия плей-офф | Серия плей-офф | Серия плей-офф | Серия плей-офф | Серия плей-офф | Серия плей-офф | Серия плей-офф | Серия плей-офф | Серия плей-офф | Серия плей-офф | Серия плей-офф |
| Сезон                                                                                    | Команда           | GP               | GS               | MPG              | FG%              | 3P%              | FT%              | RPG              | APG              | SPG              | BPG              | PPG              | GP             | GS             | MPG            | FG%            | 3P%            | FT%            | RPG            | APG            | SPG            | BPG            | PPG            |
| ---------------------------------------------------------------------------------------- | ----------------- | ---------------- | ---------------- | ---------------- | ---------------- | ---------------- | ---------------- | ---------------- | ---------------- | ---------------- | ---------------- | ---------------- | -------------- | -------------- | -------------- | -------------- | -------------- | -------------- | -------------- | -------------- | -------------- | -------------- | -------------- |
| 2021/22                                                                                  | Делавэр Блю Коатс | 19               | 18               | 28,5             | 63,7             | 33,3             | 78,9             | 10,4             | 1,3              | 0,8              | 3,4              | 19,0             | Не участвовал  | Не участвовал  | Не участвовал  | Не участвовал  | Не участвовал  | Не участвовал  | Не участвовал  | Не участвовал  | Не участвовал  | Не участвовал  | Не участвовал  |
| 2022/23                                                                                  | Остин Спёрс       | 14               | 13               | 29,8             | 67,0             | 42,3             | 68,2             | 10,0             | 2,4              | 0,8              | 2,0              | 23,4             | Не участвовал  | Не участвовал  | Не участвовал  | Не участвовал  | Не участвовал  | Не участвовал  | Не участвовал  | Не участвовал  | Не участвовал  | Не участвовал  | Не участвовал  |
| 2023/24                                                                                  | Остин Спёрс       | 1                | 1                | 30,1             | 50,0             | 100,0            | 100,0            | 13,0             | 5,0              | 2,0              | 4,0              | 30,0             | Не участвовал  | Не участвовал  | Не участвовал  | Не участвовал  | Не участвовал  | Не участвовал  | Не участвовал  | Не участвовал  | Не участвовал  | Не участвовал  | Не участвовал  |
|                                                                                          | Всего             | 34               | 32               | 29,1             | 64,5             | 40,4             | 75,8             | 10,3             | 1,9              | 0,8              | 2,9              | 21,1             | Не участвовал  | Не участвовал  | Не участвовал  | Не участвовал  | Не участвовал  | Не участвовал  | Не участвовал  | Не участвовал  | Не участвовал  | Не участвовал  | Не участвовал  |
| Наведите курсор мыши на аббревиатуры в заголовке таблицы, чтобы прочесть их расшифровку. |                   |                  |                  |                  |                  |                  |                  |                  |                  |                  |                  |                  |                |                |                |                |                |                |                |                |                |                |                |

### Статистика в NCAA
| Сезон | Команда          | Conf  | Class | GP | GS | MPG  | FG%  | 3P%  | FT%  | RPG  | APG | SPG | BPG | PPG  |
| --- | ---------------- | ----- | ----- | -- | -- | ---- | ---- | ---- | ---- | ---- | --- | --- | --- | ---- |
| 2018/19 | Вестерн Кентукки | CUSA  | FR    | 34 | 34 | 31,4 | 62,7 | 45,0 | 76,9 | 10,0 | 0,7 | 0,8 | 2,4 | 14,6 |
| 2019/20 | Вестерн Кентукки | CUSA  | SO    | 10 | 10 | 28,1 | 53,3 | 16,7 | 78,7 | 9,2  | 1,3 | 0,8 | 1,6 | 15,3 |
| 2020/21 | Вестерн Кентукки | CUSA  | JR    | 28 | 28 | 30,4 | 59,0 | 30,5 | 75,9 | 11,6 | 0,7 | 0,4 | 3,1 | 17,6 |
| Всего | Всего            | Всего | Всего | 72 | 72 | 30,5 | 59,6 | 31,9 | 76,8 | 10,5 | 0,8 | 0,6 | 2,6 | 15,9 |
| Наведите курсор мыши на аббревиатуры в заголовке таблицы, чтобы прочесть их расшифровку Статистика приведена с сайта sports-reference.com |                  |       |       |    |    |      |      |      |      |      |     |     |     |      |